# Сім душ
«Сім душ» (англ. «Seven Pounds») — американський кінофільм, драма режисера Габріеле Муччіно. Слоган фильму «Seven Names. Seven Strangers. One Secret» («Сім імен. Сім незнайомців. Одна таємниця»). У США фільм було презентовано 19 грудня 2008 року, в Україні — 15 січня 2009 року.

## Історія створення
У фільмі знявся Вілл Сміт, який до цього вже співпрацював із режисером Габріеле Муччіно у фільмі «У гонитві за щастям».
«Я взявся за цю історію, тому що це — незвичайна історія, яка розповідає про людину, якій одного разу випадає шанс змінити свій погляд на життя», — розповідає Габріель Муччіно.

## Сюжет
За два роки до описуваних подій головний герой фільму — Тім Томас — спричинив автокатастрофу через користування мобільним телефоном за кермом. У ту ніч загинуло семеро людей, у тому числі його кохана наречена Сара. Через рік після цього Тім віддав одну свою легеню братові Бену, що працює податківцем. Це наштовхнуло його на думку, що таким чином він може врятувати стільки ж людей, скільки загинуло через нього в аварії.
Шість місяців потому він кидає улюблену роботу інженером на космічній станції й жертвує частину печінки працівниці служби з безпеки дітей на ім'я Голлі. Після цього він починає пошук наступних кандидатів на отримання донорських органів. Бен знаходить тренера з молодіжного хокею (Джорджа) і жертвує йому нирку, а потім жертвує кістковий мозок хлопчикові на ім'я Ніколя.
Далі він запитує в Голлі, чи знає вона ще когось, хто потребує допомоги, проте не може про це просити. Вона вказує на Конні Тепоз, матір двох дітей, яку постійно б'є її співмешканець. Тім виїжджає зі свого будинку в місцевий мотель, забравши лише акваріум з кубомедузою. Одного разу вночі, після побиття, Конні дзвонить Тіму, і той віддає їй ключі й документи на володіння його будинком на березі океану. Єдине, що просить Тім, — не шукати його.
Щоби знайти кандидатів на донорство, Тім викрадає посвідчення свого брата-податківця. Першим виявляється Езра Тернер, незрячий продавець м'яса, який грає на піаніно. Тім дзвонить йому й веде себе зухвало, намагаючись вивести його з рівноваги. Езра залишається незворушним, і Тім вирішує, що той є гідним кандидатом.
Потім він зв'язується з Емілі Поза, підприємицею, що друкує вітальні листівки, якій потрібна пересадка серця. Він проводить з нею час, прополює бур'яни в її саду, ремонтує її рідкісний друкарський верстат фірми Гейдельберг. Стан Емілі погіршується. Вона запрошує Бена на романтичну вечерю, після чого вони проводять ніч разом і починають мріяти про те, якби їй пересадили серце й вони одружилися. Біля будинку в той час його очікує брат Бен, від якого Тім переховується. Тім уточнює в лікаря, які шанси Емілі на пересадку, та виявляється, що шанси вчасно знайти донора серця з такою рідкісною групою крові вкрай малі. Вирішивши все остаточно, Тім повертається в мотель. Він наповнює ванну крижаною водою (щоби зберегти свої органи), викликає швидку допомогу, опускається в ванну і здійснює самогубство, запускаючи в ванну вкрай отруйну кубомедузу. Його друг Ден слідкує за тим, щоб органи Тіма були вчасно пересаджені. Езра Тернер отримує рогівку ока, а Емілі — серце. Пізніше Емілі приходить на концерт Езри в парку, і той по шраму на її грудях здогадується, хто вона.

## Про назву
Оригінальна назва фільму (англ. «Seven Pounds») перекладається як «Сім фунтів» і відсилає нас до п'єси Вільяма Шекспіра «Венеціанський купець», в якій хитрий єврей-лихвар Шейлок, за умовами векселя, має право вирізати фунт м'яса з тіла венеціанського купця Антоніо, якщо той не поверне борг вчасно.

## В ролях
- Вілл Сміт — Тім Томас
- Розаріо Доусон — Емілі Поза
- Вуді Гаррельсон — Езра Тернет
- Майкл Ілі — Бен Томас (брат Тіма)
- Баррі Пеппер — Ден
- Ельпідія Каррільйо — Конні Тепоз
- Робіні Лі[en] — Сара Дженсон

## Цікаві факти
- У сцені, коли Тім лагодить рідкісний пристрій Емілі, лунає пісня «Feeling Good» гурту Muse.
- Езра виконує в супермаркеті на фортепіано Фантазію ре-мінор Моцарта (K 397).

## Критика
- На сайті Rotten Tomatoes рейтинг фільму склав 27 %, базований на вибірці 172 відгуків з середнім балом 4.6/10.0.[3]
- На Metacritic фільм отримав середній бал 36 на основі 33-х відгуків.[4]